# إليس روبين
إليس روبين (بالإنجليزية: Ellis Rubin)‏ هو محامي أمريكي، ولد في 20 يونيو 1925 في سيراكيوز في الولايات المتحدة، وتوفي في 12 ديسمبر 2006 في ميامي في الولايات المتحدة بسبب سرطان.